# R/HaveWeMet
r/HaveWeMet là một subreddit nơi các thành viên đóng vai làm cư dân của một thị trấn hư cấu được gọi là Lower Duck Pond. Thành viên cũng tạo ra những nhân vật hư cấu cho riêng mình. Là cư dân của Lower Duck Pond, người dùng sẽ giả vờ biết nhau trong khi tương tác, liên tục phát triển nhiều truyền thuyết về thị trấn. The Verge đã so sánh r/HaveWeMet với một "chiến dịch D&D dài hạn".

## Lịch sử và nội dung
r/HaveWeMet được tạo ra bởi u/Devuluh, hay David, sinh viên năm hai chuyên ngành khoa học máy tính, vào đầu năm 2017. Anh được truyền cảm hứng để xây dựng subreddit này khi đăng một chủ đề thảo luận trên r/findareddit và nhận thấy rằng không có cộng đồng nào mà mọi người giả vờ biết nhau. Những thành viên đầu tiên của subreddit đã tham gia thông qua chủ đề trên. Ngay ngày hôm sau, r/HaveWeMet lọt vào top thịnh hành trên Reddit. Những nguyên tắc cơ bản của r/HaveWeMet bao gồm việc các thành viên phải hóa thân vào nhân vật, hành động như thể đã quen biết đối phương và tương tác với họ trong một thời gian dài, đồng thời không được phép phá vỡ giả định này.
Sự tương tác trong subreddit là ngẫu hứng và nhập vai. Cốt truyện thường kéo dài qua vô số bài đăng cùng bình luận trên diễn đàn. Điều này cũng phát triển thành nhiều truyền thuyết đằng sau thị trấn Lower Duck Pond. Các thành viên đã sáng tạo ra những nhân vật hư cấu để nhập vai. Họ thường sử dụng thẻ tên bên cạnh tên người dùng để đánh dấu nhân vật của mình.
Một hội đồng thị trấn đã được thành lập để thảo luận về mối quan tâm trong cộng đồng. Các thành viên có thể nhập vai vào những loài động vật: một số động vật như "Ulysses the alpaca [sic]" từng được bầu lên thị trưởng. Không giống như hầu hết subreddit khác, người dùng được luân chuyển qua lại nhiều tài khoản để nhập vai vào nhân vật khác nhau. Một trong những tài khoản hoạt động tích cực nhất có tên WanderCold đã đóng vai làm người dự báo thời tiết, thường xuyên đưa tin về thời tiết thị trấn hư cấu và nổi tiếng đến mức có cả cửa hàng bán các món đồ liên quan đến thành viên ngoài đời thực. Những địa điểm hư cấu trong thị trấn như cửa hàng, quán bar,... cũng được tạo ra. Bên cạnh đó, một số thành viên trong nhóm còn tổ chức các sự kiện hư cấu để giết người hay tiến hành hoạt động huyền bí. Những nhân vật "kỳ lạ", chẳng hạn một nhóm nai sừng tấm làm thú cưng, được nghiễm nhiên chấp nhận trong quá trình nhập vai.
r/HaveWeMet đã truyền cảm hứng cho một số phiên bản khác của nó, chẳng hạn như r/WillWeMeet, một biến thể thị trấn trong tương lai và r/LakeWobegon, một biến thể thị trấn mang tính nghiêm túc hơn. r/HaveWeMeta là một subreddit nơi người dùng có thể nhận xét về các sự kiện trong Lower Duck Pond theo bối cảnh thế giới thực. Tính đến tháng 9 năm 2019, r/HaveWeMet đã có hơn 87.000 thành viên.

## Đánh giá
The Verge đã so sánh r/HaveWeMet với "chiến dịch D&D dài hạn". Subreddit cũng được ví như Facebook của một thị trấn nhỏ. Neon đã liệt kê r/HaveWeMet là một trong những subreddit kỳ lạ nhất.